# Diou (Allier)
Diou és un municipi francès, situat al departament de l'Alier i a la regió d'Alvèrnia-Roine-Alps. L'any 2007 tenia 1.514 habitants.

## Demografia

### Població
El 2007 la població de fet de Diou era de 1.514 persones. Hi havia 627 famílies de les quals 181 eren unipersonals (52 homes vivint sols i 129 dones vivint soles), 237 parelles sense fills, 185 parelles amb fills i 24 famílies monoparentals amb fills.
La població ha evolucionat segons el següent gràfic:
Habitants censats

### Habitatges
El 2007 hi havia 755 habitatges, 637 eren l'habitatge principal de la família, 52 eren segones residències i 66 estaven desocupats. 677 eren cases i 73 eren apartaments. Dels 637 habitatges principals, 456 estaven ocupats pels seus propietaris, 172 estaven llogats i ocupats pels llogaters i 9 estaven cedits a títol gratuït; 7 tenien una cambra, 31 en tenien dues, 119 en tenien tres, 218 en tenien quatre i 262 en tenien cinc o més. 461 habitatges disposaven pel capbaix d'una plaça de pàrquing. A 271 habitatges hi havia un automòbil i a 272 n'hi havia dos o més.

### Piràmide de població
La piràmide de població per edats i sexe el 2009 era:
| Homes | Edats   | Dones |
| ----- | ------- | ----- |
| 0     | 95 o +  | 0     |
| 4     | 90 a 94 | 0     |
| 24    | 85 a 89 | 8     |
| 16    | 80 a 84 | 28    |
| 28    | 75 a 79 | 36    |
| 56    | 70 a 74 | 44    |
| 28    | 65 a 69 | 60    |
| 40    | 60 a 64 | 36    |
| 28    | 55 a 59 | 28    |
| 72    | 50 a 54 | 44    |
| 100   | 45 a 49 | 60    |
| 40    | 40 a 44 | 68    |
| 32    | 35 a 39 | 48    |
| 60    | 30 a 34 | 20    |
| 84    | 25 a 29 | 52    |
| 28    | 20 a 24 | 48    |
| 65    | 15 a 19 | 68    |
| 44    | 10 a 14 | 48    |
| 24    | 5 a 9   | 28    |
| 32    | 0 a 4   | 20    |

## Economia
El 2007 la població en edat de treballar era de 967 persones, 726 eren actives i 241 eren inactives. De les 726 persones actives 653 estaven ocupades (413 homes i 240 dones) i 72 estaven aturades (18 homes i 54 dones). De les 241 persones inactives 67 estaven jubilades, 50 estaven estudiant i 124 estaven classificades com a «altres inactius».

### Ingressos
El 2009 a Diou hi havia 645 unitats fiscals que integraven 1.488 persones, la mediana anual d'ingressos fiscals per persona era de 16.473 €.

### Activitats econòmiques
Dels 50 establiments que hi havia el 2007, 1 era d'una empresa extractiva, 4 d'empreses alimentàries, 4 d'empreses de fabricació d'altres productes industrials, 6 d'empreses de construcció, 12 d'empreses de comerç i reparació d'automòbils, 3 d'empreses de transport, 3 d'empreses d'hostatgeria i restauració, 1 d'una empresa financera, 1 d'una empresa immobiliària, 3 d'empreses de serveis, 6 d'entitats de l'administració pública i 6 d'empreses classificades com a «altres activitats de serveis».
Dels 15 establiments de servei als particulars que hi havia el 2009, 1 era una oficina de correu, 3 paletes, 1 guixaire pintor, 2 fusteries, 2 electricistes, 4 perruqueries, 1 restaurant i 1 saló de bellesa.
Dels 9 establiments comercials que hi havia el 2009, 1 era un supermercat, 1 una botiga de menys de 120 m², 1 una fleca, 1 una carnisseria, 2 llibreries, 1 una botiga de roba, 1 un drogueria i 1 una floristeria.
L'any 2000 a Diou hi havia 28 explotacions agrícoles que ocupaven un total de 2.064 hectàrees.

## Equipaments sanitaris i escolars
L'únic equipament sanitari que hi havia el 2009 era una farmàcia.
El 2009 hi havia 1 escola maternal i 1 escola elemental.

## Poblacions més properes
El següent diagrama mostra les poblacions més properes.